# Dassault Communauté
Dassault Communauté (Communauté — фр. содружество) — прототип малого пассажирского двухдвигательного самолета-моноплана разработанный французской компанией «Дассо Авиасьон». Всего было построено 2 экземпляра. Гражданский MD.415 Communauté и военный MD.410 Spirale.

## История
В 1954 году Франция объявила тендер на разработку нового малого транспортно-боевого самолета массой до 5 тонн, способного развивать крейсерскую скорость в 400 км/ч, преодолевать расстояние в 2000 км и нести на борту 2 авиационные пушки, бомбы и ракетное вооружение. «Дассо Авиасьон» представила на конкурс самолет MD.415/MD.410, получившие с 1957 года названия Communauté (гражданская версия) и Spirale (военная). Изначально планировалось, что основными задачами нового MD.410 станут связь и непосредственная огневая поддержка на поле боя.
Компания Sud Aviation начала свой проект. Оба были объединены в 1959 году. В 1961 году на базе Communauté разрабатывается проект регионального самолета способного перевозить 20 пассажиров на расстояние 500 км, или 8 на расстояние 2000 км.

## Варианты исполнения
MD.415 Communauté — гражданский пассажирский самолет. Построен 1 прототип. 

MD.410 Spirale — военная версия. Построен 1 прототип. 

MD.455 Spirale III — самолет непосредственной поддержки на поле боя. Ни одного не построено.